# 손바닥 치기

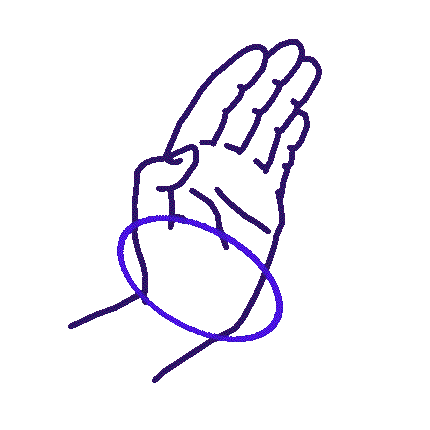
손바닥 치기

손바닥 치기는 손을 주먹으로 구부리지 않고 공격하거나 방어하기 위해 무술에서 사용되는 다양한 기술들을 말한다. 이러한 기술 중 가장 유명한 것은 아마도 소위 "손날목치기"이다.